# Smiler
Smiler — музичний альбом Рода Стюарта. Виданий у грудні 1974 року лейблом Mercury. Загальна тривалість композицій становить 42:24. Альбом відносять до напрямку рок, фольк-рок.

## Список пісень
1. Sweet Little Rock 'N' Roller (Чак Беррі) — 3:43
2. Lochinvar (Pete Sears) — 0:25
3. Farewell (Martin Quittenton, Род Стюарт) — 4:34
4. Sailor (Р.Стюарт, R.Wood) — 3:35
5. Bring It On Home to Me/You Send Me (Сем Кук) — 3:57
6. Let Me Be Your Car (Елтон Джон, Берні Топін) — 4:56
7. (You Make Me Feel Like) A Natural Man (Gerry Goffin, Керол Кінг, Jerry Wexler) — 3:54
8. Dixie Toot (Р.Стюарт, R.Wood) — 3:27
9. Hard Road (Harry Vanda, George Young) — 4:27
10. I've Grown Accustomed to Her Face (Alan Jay Lerner, Frederick Loewe) — 1:32
11. Girl from the North Country (Боб Ділан) — 3:52
12. Mine for Me (Пол Маккартні, Лінда Маккартні) — 4:02